# Нилмони Пхукан (младший)
Нилмони Пхукан младший (ассам. নীলমণি ফুকন কনিষ্ঠ; 10 сентября 1933, Голагхат, Ассам – 19 января 2023, Гувахати) — ассамский и индийский поэт, писатель
, переводчик, искусствовед, педагог, доктор наук, академик.

## Биография
Окончил в 1961 году Университет Гувахати. С 1964 года — преподаватель колледжа Арья Видьяпит в Гувахати, где проработал до выхода на пенсию в 1992 году.
Скончался 19 января 2023 года.

## Творчество
Дебютировал как поэт в начале 1950-х годов. Пишет под влиянием французских символистов
Работы Нилмони Пхукана полны символизма и представляют собой один из жанров ассамской поэзии.
Занимался также переводами японской и европейской поэзии на ассамский язык.

## Избранные произведения
- সূৰ্য হেনো নামি আহে এই নদীয়েদি,
- নিৰ্জনতাৰ শব্দ,
- আৰু কি নৈঃশব্দ্য্য,
- জাপানী কবিতা,
- ফুলি থকা সূৰ্যমুখী ফুলটোৰ ফালে,
- কাঁইট গোলাপ আৰু কাঁইট,
- গোলাপী জামুৰ লগ্ন,
- কবিতা,
- গাৰ্থিয়া লৰ্কাৰ কবিতা,
- নৃত্যৰতা পৃথিৱী,
- সাগৰতলিৰ শংখ ,
- চীনা কবিতা,
- অলপ আগতে আমি কি কথা পাতি আছিলোঁ

## Награды
- премия Литературной академии Индии (1981)
- Падма Шри (1990)
- Литературная премия Assam Valley Literary Award (1997)
- В 2002 году получил стипендию Sahitya Akademi, высшую литературную награду в Индии, присуждаемую Национальной академией литературы Индии - Сахитья Академией, для «бессмертных литераторов».
- Докторская степень Университета Дибругарха в Ассаме (2019)